# 陶尔瑙博德
陶尔瑙博德，是匈牙利赫维什州所辖的一个村。总面积10.33平方公里，总人口726，人口密度70.3人/平方公里（2011年1月1日）。